# Lestrígons

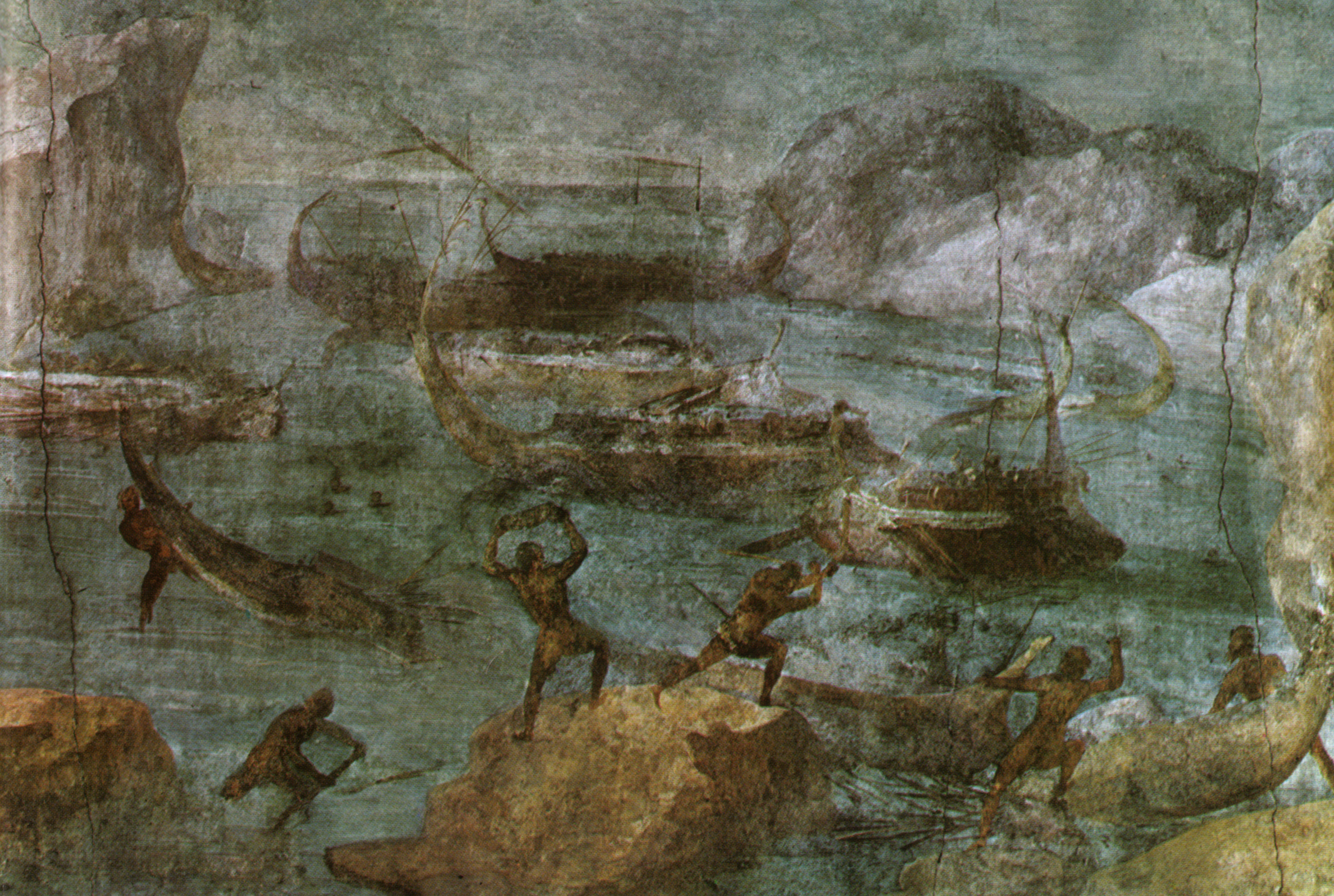
Mural de la Casa di via Graziosa. Atac dels Lestrigons, Segle I ac

Els lestrígons (en grec antic: Λαιστρυγόνες, llatí: Laestrygones) eren un poble llegendari de gegants esmentat per Homer en l'Odissea, que eren governats per un rei anomenat Lamos o Antífates.
Sis dies després d'haver estat rebutjat per Èol, el déu dels vents, Odisseu va arribar al país dels lestrígons. Es va introduir en un port espaiós i segur, on va ancorar la seva flota. Va desembarcar i va enviar dos dels seus companys de reconeixement. Els dos mariners van trobar, a les portes de la ciutat, una noia que anava a buscar aigua, i li van preguntar pel rei d'aquell país. La noia els va portar a casa seva i va avisar el seu pare, Antífates, que va matar un dels mariners i va cridar els seus conciutadans. Tots van córrer cap al port i van llençar enormes pedres contra les naus, que van ser esclafades, excepte la d'Odisseu que va poder fugir.
Hom els situa a Sicília, a la regió de Leontins, on hi havia una comarca anomenada Camps dels Lestrígons. En temps d'August, la família romana dels Làmies pretenia derivar del rei Lamos. També és situada a la regió de Formia, al sud del Laci, en el límit de la Campània.